# Tornemark
Tornemark er en landsby på Sydsjælland med 303 indbyggere  (2024). Tornemark er beliggende i Fyrendal Sogn tre kilometer syd for Sandved og 19 kilometer vest for Næstved. Byen tilhører Næstved Kommune og er beliggende i Region Sjælland.